# Aafke Soet
Aafke Soet (Heerenveen, 23 november 1997) is een Nederlandse voormalige wielrenster en shorttrackster.
In 2014 werd ze in het wielrennen zowel Nederlands als Europees kampioene bij de junioren in de tijdrit. Bij de beloften won ze in 2017 de Chrono des Nations en in 2018 het EK tijdrijden. Bij de elite won ze in 2018 de slotrit van de Healthy Ageing Tour en de tijdrit van de Omloop van Borsele.
Soet reed in 2017 bij Parkhotel Valkenburg - Destil en kwam vanaf 2018 drie jaar uit voor de Brits-Duitse wielerploeg WNT-Rotor. In 2021 maakte ze de overstap naar Jumbo-Visma, waar ze na 2022 haar carrière beëindigde. Bij haar afscheid maakte ze bekend dat ze vijf jaar lang kampte met anorexia en dat ze ambassadeur is geworden van het project (W)eetwatjedoet dat zich inzet tegen eetstoornissen binnen de sport.

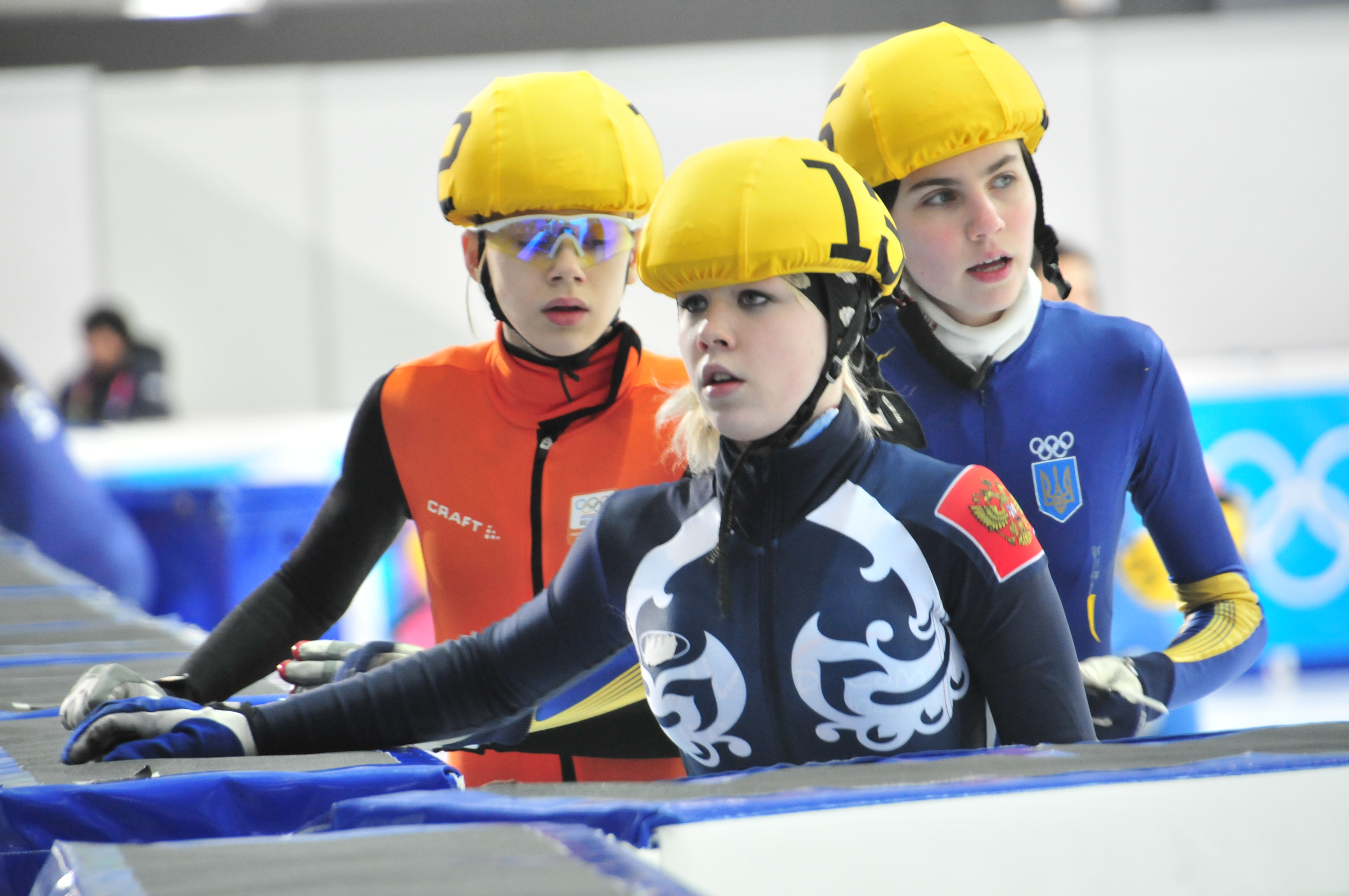
Aafke Soet (l) als shorttrackster op de Olympische Jeugdwinterspelen 2012.

Als shorttracker kwam Soet uit voor Nederland op de Olympische Jeugdwinterspelen 2012.

## Palmares

### Wegwielrennen
2014
- EK Tijdrijden, junior
- NK Tijdrijden, junior

2015
- NK Tijdrijden, junior
- 4e op EK Tijdrijden, junior
- 6e op WK Tijdrijden, junior

2017
- Chrono des Nations, belofte

2018
- EK Tijdrijden, belofte
- EK op de weg, belofte
- 5e etappe Healthy Ageing Tour
- Tijdrit Omloop van Borsele
- Jongerenklassement Emakumeen Bira

## Ploegen

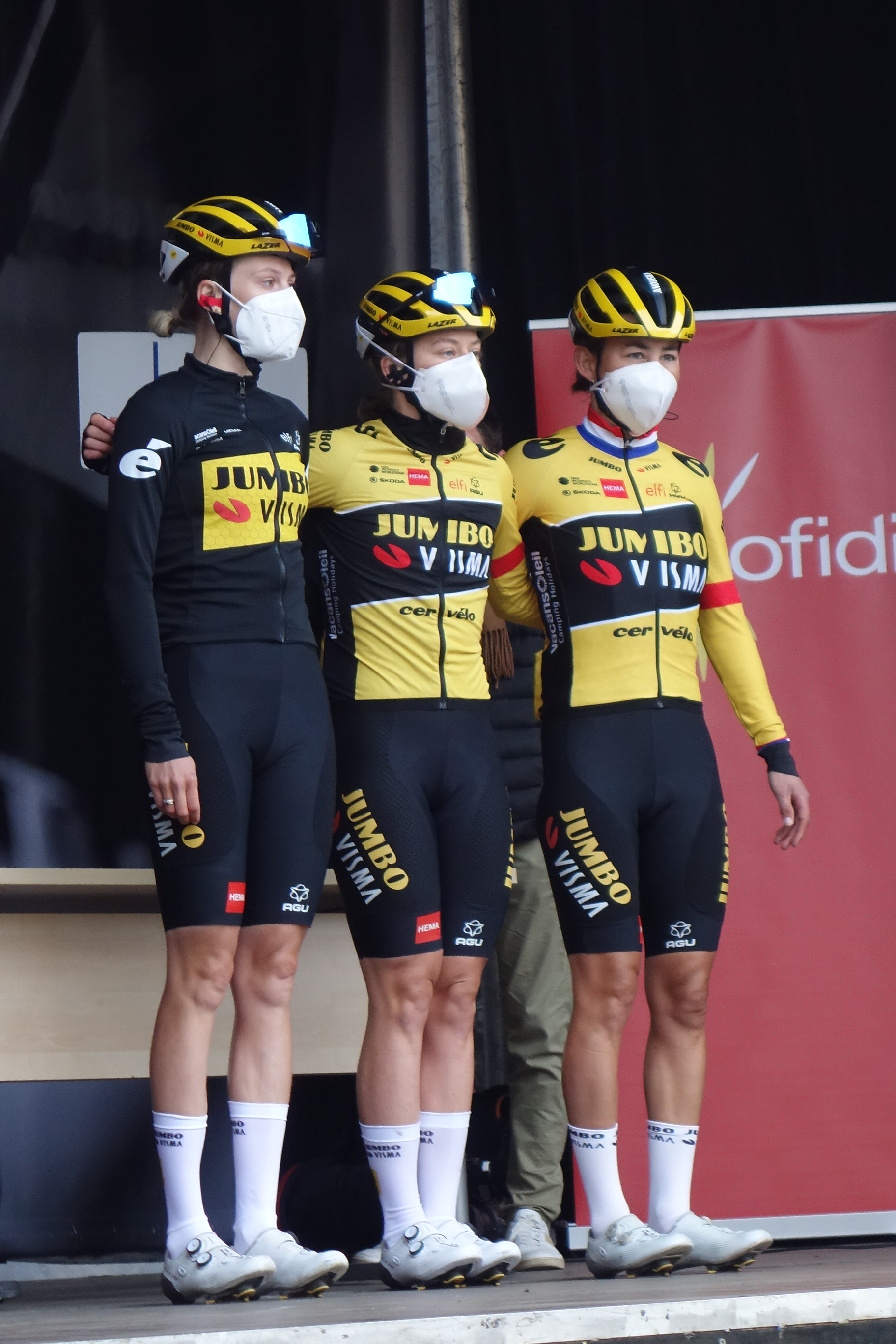
Soet aan de start van de Waalse Pijl 2022.

- 2017 —  Parkhotel Valkenburg - Destil
- 2018 —  WNT-Rotor
- 2019 —  WNT-Rotor
- 2020 —  Ceratizit-WNT
- 2021 —  Jumbo-Visma
- 2022 —  Jumbo-Visma